# Distrito de Chaclacayo
El distrito de Chaclacayo es uno de los cuarenta y tres distritos que conforman la provincia de Lima, ubicada en el departamento homónimo, en el Perú. Limita al norte y este, con el distrito de Lurigancho-Chosica; al sureste, con el distrito de Antioquía, provincia de Huarochirí; al sur, con el distrito de Cieneguilla; y al oeste, con el distrito de Ate. Junto con Lurigancho-Chosica, Chaclacayo es el distrito de salida natural hacia el este de Lima, al centro del Perú, a través de la carretera Central. En 2023, obtuvo una población de 46 225 habitantes.

## Etimología
El nombre de Chaclacayo se deriva de una expresión aimara producto de las voces chajlla, 'carrizo' y kayu, 'pie' que se traduce como al "pie de los carrizos".

## Historia
Durante la colonia (S XVII - S XVIII), funcionó en Chaclacayo el corregimiento de la Buenamuerte con sede en la actual 4.ª cuadra de la avenida Los Álamos.
Es entonces, que empiezan a formarse los nueve fundos que pasado el tiempo darían origen al distrito de Chaclacayo, y que son: Huascata, Morón, San Bartolomé, La Tuna, Tupacocha, San Damián, Santa Inés, El Juzgado y Buenamuerte, sede del corregimiento.
En los fundos mencionados se cultivaba algodón y los forrajes para ganado vacuno, así como frutales. Artesanalmente, se fabricaban esteras debido a la presencia de grandes cantidades de carrizos que bordeaban ambas riberas del río.
La Constitución Política de 1823 divide la República del Perú en departamentos, provincias, distritos y parroquias. La provincia de Lima comprende los siguientes diez distritos: Ancón, Carabayllo, Lurigancho, Ate, Pachacámac, Lurín, San José de Chorrillos, San José de Surco, San Miguel de Miraflores y Santa María Magdalena de Chacalea; "con dos ciudades, dos villas, ocho pueblos, catorce caseríos, noventa y cinco haciendas, noventa y ocho chacras y doce huertas".
De los diez distritos, los más extensos en longitud eran: Lurigancho y Ate; por comprender las tierras ubicadas a uno y otro lado del río Rímac, esto es, todo el valle desde Santa Eulalia y Ricardo Palma hasta su entrada al centro histórico de Lima. Todas las tierras de la margen izquierda hasta la cumbres de la cadena andina del lado sur pertenecían al distrito de Ate, y las de la margen derecha, desde las alturas limítrofes con Matucana "hasta las Tres Compuertas a Lurigancho con su capital Chosica". Las tierras que pertenecen al actual distrito de Chaclacayo eran comprensión del distrito de Ricardo Palma, provincia de Huarochirí; sin embargo, por su proximidad a Chosica, se incorpora a la administración municipal de ésta hasta abril de 1940.
El fundo Chaclacayo se formó por acumulación de las tierras correspondientes a La Tuna, Tupacocha y San Damián, que eran pertenencias de las comunidades indígenas, que habitaban las alturas de Cocachacra y fueron adquiridas poco a poco por Raimundo Laimito.
Hasta 1930, en todos estos fundos se cultivaban algodón y forraje para ganado vacuno. En cada uno de ellos se levantaban las casas-haciendas rodeadas de algunos árboles frutales y criaderos de aves (una de estas -fue casona de un expresidente- se encuentra aún en pie y la ubican al ingresar al distrito sobre el lado derecho de la carretera Central, y otra en frente del parque San Juan a una cuadra del ex-cine Chaclacayo).

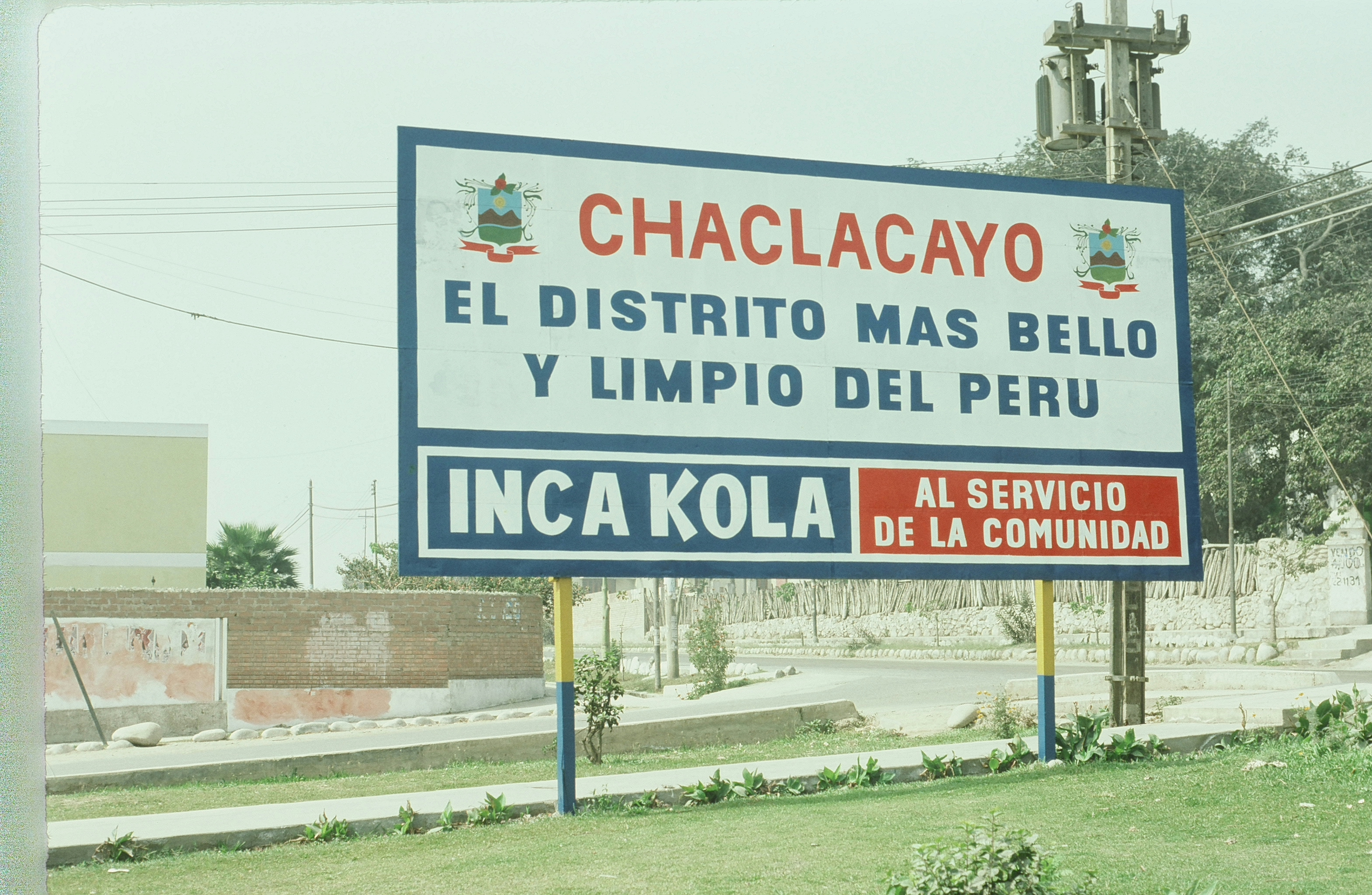
Antiguo letrero de Chaclacayo, destacando su limpieza y belleza con el resto de los distritos del Perú.

La primera lotización que daría lugar a la actual ciudad de Chaclacayo fue propiciada por Vidal Laimito G., en 1931. La primera vivienda edificada fue la del doctor Mario Accinelli, benefactor del distrito.
Al iniciarse los servicios del Ferrocarril Central, Chaclacayo se benefició con un paradero (actualmente existe dicha instalación, ubicada al lado izquierdo del ingreso al Club Residencial Los Girasoles), donde cada día se embarcaban porongos de leche y jabas con gallinas para su mercadeo en Lima.
Chaclacayo, como distrito político, fue creado el 24 de abril de 1940, segregándose de los distritos de Lurigancho y Ate, mediante Ley n.º 9080, durante el mandato del presidente Manuel Prado Ugarteche.

## Geografía y límites

#### Ubicación
El distrito de Chaclacayo está ubicado en Lima Este, en el valle del río Rímac, a 27 kilómetros del centro histórico de Lima, por la carretera Central. 

#### Límites
Limita al norte y este, con el distrito de Lurigancho-Chosica; al sureste, con el distrito de Antioquía, provincia de Huarochirí; al sur, con el distrito de Cieneguilla; y al oeste, con el distrito de Ate.

## División Administrativa
El cuadro muestra el centro poblado que pertenece al distrito de Chaclacayo.
| Centro Poblado | Tipo de Centro Poblado |
| -------------- | ---------------------- |
| Chaclacayo     | Urbano                 |

## Climatología
El distrito de Chaclacayo está localizado en el valle del río Rímac, río que desciende de los Andes peruanos hacia la vertiente hidrográfica del océano Pacífico. Dos cadenas de formaciones montañosas ramificadas de la cordillera de los andes -comúnmente conocidas como contrafuertes- corren paralelo al río Rímac ubicándose al norte y sur de la ciudad. Su relieve ofrece accidentes geográficos notables.
La particularidad del distrito está en su clima seco y templado, siendo la contra estación del centro histórico de Lima y a solo 20 kilómetros de distancia. Es decir, mientras que, en el centro histórico hace frío, en Chaclacayo hace calor.
Climatológicamente, el distrito varía en las estaciones de otoño-invierno entre los 22 °C a 13 °C (siendo las mañanas de cielo cubierto con ligeras nieblas, y a partir de las 11 h. brillo intenso de sol hasta el atardecer)
Mientras que, en las estaciones de primavera-verano la temperatura varía entre los 13 °C a 25 °C (siendo la totalidad del día soleado), llegando incluso a temperaturas que superan los 28 °C.

## Demografía y distribución urbana
La población de Chaclacayo es de 47,643 habitantes (2020) siendo el 48% mujeres y el 51% varones, según el INEI y MINSA. dividiéndose en las siguientes zonas:
- Alfonso Cobian
- Quebrada del Cementerio
- Huascata
- La Floresta
- Los Halcones
- Urbanización Niágara
- Miguel Grau
- Nueva Alianza
- Morón Chico
- Morón Grande
- Puerto Nuevo
- Villa Rica
- Santa Rosa
- Villa Mercedes
- Santa Inés
- Villa María
- Ñaña

Condominios Privados
- El Cuadro
- Los Cóndores
- La Estancia
- Del Valle
- Cusipata

Las zonas de Ñaña y Huampaní pertenecen al distrito de Lurigancho-Chosica.

## Sitios de interés
La zona central de Chaclacayo cuenta con diversos hospedajes y restaurantes que se sitúan a lo largo del eje de la Carretera Central. Desde el centro del distrito se pueden considerar los siguientes sitios de interés:

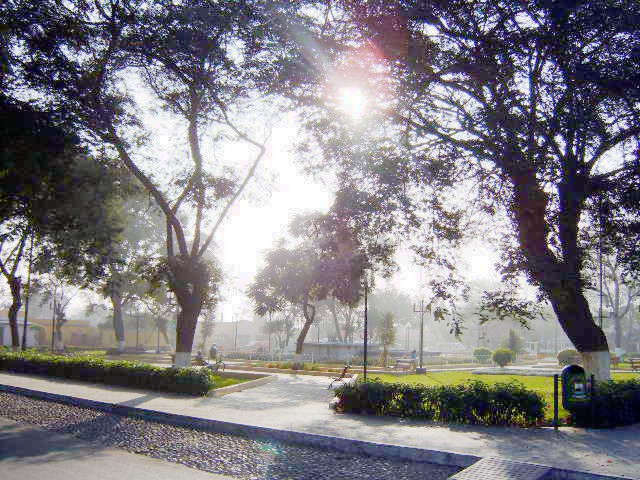
Parque Central de Chaclacayo.

Parque Central de Chaclacayo: dentro de los lugares más atractivos para visitar en Chaclacayo, son sin duda, el Parque Central. Este, en la década de los años 1990, sufrió una importante modificación. Este parque se caracteriza por su amplia dinámica de eventos en fechas claves durante todo el año, complementado con su tradicional comercio como restaurantes, bodegas, panadería, bares entre otros y variados servicios alrededor del mismo. Cerca de él, se ubica la Municipalidad de Chaclacayo, centro político y administrativo del distrito.
Mercado Central de Chaclacayo: es el mercado tradicional de productos más auténtico del distrito, para disfrutar de una porción de la vida diaria en Chaclacayo. Es el lugar donde confluyen las amas de casa y los chefs de los restaurantes cercanos, buscando los ingredientes más frescos para el almuerzo familiar o el menú del día. Este mercado es donde realmente puede disfrutar de la gran variedad de verduras disponibles, así como frutas y carnes. Asimismo, cuenta con pequeños puestos de comida tradicional y los populares puestos de picarones. 

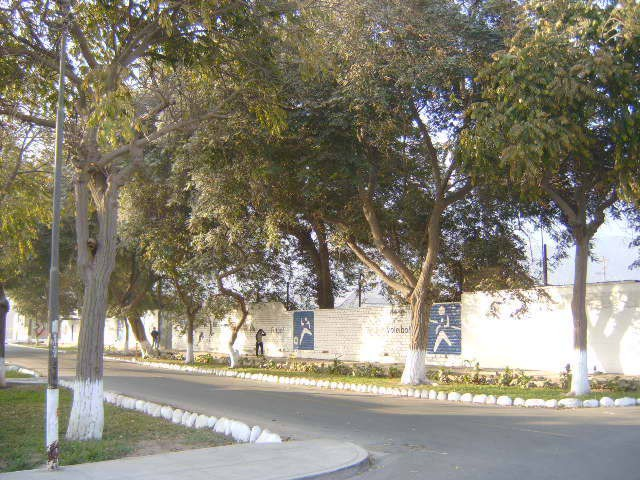
Estadio Municipal de Chaclacayo.

Estadio Municipal "Tahuantinsuyo": es el lugar donde la afición deportiva del distrito acude a presenciar los partidos de la liga futbolística cada domingo. Además de acondicionarse en otras fechas para diversos eventos artísticos y/o culturales. Los equipos más representativos a través de su historia deportiva han sido el club Defensor Rímac, Papelera Atlas, y Alianza Chaclacayo, habiendo participado los dos primeros en la Segunda profesional.
Biblioteca Municipal de Chaclacayo: la biblioteca fue fundada el 18 de octubre de 1966. Se sitúa en el segundo parque más importante del centro de Chaclacayo, "Lia Lavalle de Ledgard". El espacio público goza de una pertenencia de tranquilidad y equilibrio residencial y cultural. Frente a dicho parque se extiende un parque infantil.
Parroquia Nuestra Señora del Rosario: es uno de los lugares más destacados a nivel religioso donde se reúnen los feligreses católicos. La composición del diseño de la iglesia procede de una arquitectura republicana, poseyendo un campanario en la zona lateral derecha en su fachada. En la zona lateral izquierda, anexa a la iglesia, se ubica una casa-claustro. En la zona posterior, se ubican pabellones de construcción contemporánea para catequesis y educación religiosa.
Parque San Juan: espacio público cercano a la Biblioteca donde hay árboles, cuidados jardines y juegos para los más pequeños, incluidos juegos para discapacitados. En el lugar también se realizan caminatas y trote, siendo un sitio para entrenamientos al aire libre. La posta médica de Chaclacayo se sitúa a lado de dicho parque.
Casa del poeta Arturo Corcuera: casa ubicada casi al final de la avenida Santa Inés, con su clásica fachada de color azul y blanco
Villa Rica: comunidad homónima de Villa Rica en Cerro de Pasco, ubicada en el kilómetro 17.5 de la carretera Central, fundada en 1971 por pobladores de esa región. Se hizo famosa por su relación con el distrito homónimo del mismo nombre y la gran tragedia de Oxapampa en la Navidad de 1937, que originó un pequeño éxodo que acabó en el kilómetro 17.5 de la carretera Central. Cuenta con un parque, una cancha deportiva, iglesia, posta, un hostal turístico y muy cerca está el club chino Villa Tusán que recibe grupos de visitantes. En dicha comunidad todos los años se realiza la marathon de montaña (cuenta con una escalera hacia los cerros) liderada por un destacado deportista villariquino.

## Autoridades

### Municipales
| Cargo    | Autoridad electa                   | Partido político | Partido político   |
| -------- | ---------------------------------- | ---------------- | ------------------ |
| Alcalde  | Sergio Antonio Baigorria Seas      |                  | Renovación Popular |
| Regidora | Jelma Mariela Paredes Quispe       |                  | Renovación Popular |
| Regidor  | Fausto Cardenas Ortiz              |                  | Renovación Popular |
| Regidora | Lourdes Mercedes Falcon Lopez      |                  | Renovación Popular |
| Regidor  | Juan Javier Carbonel Vinces        |                  | Renovación Popular |
| Regidora | Sandi Patricia Orellana Revollar   |                  | Renovación Popular |
| Regidora | Roxana Milagros Valenzuela Miranda |                  | Avanza País        |
| Regidora | Juana Victoria Cardenas Gonzales   |                  | Somos Perú         |

## Símbolos

### Himno de Chaclacayo
| Coro Chaclacayo, rincón de esperanza donde habitan el sol y la luz; un remanso feliz de bonanza, tierra verde, dorada y azul. Chaclacayo, tu hermoso destino, un regalo de paz y quietud; linda flor que perfuma el camino a las cumbres de nuestro Perú. Estrofa Entre el dulce rumor del follaje va cantando el río hablador, y se pinta en su claro paisaje la ilusión de un mañana mejor. Letra: Maruja Silva Cámeron Música: Micaela González Andréu Arreglo: Héctor Barrera Aristondo |

## Educación

### Colegios
Instituciones educativasː 
- Felipe Santiago Estenos
- 1188 Juan Pablo ll
- IE 150
- María Curie
- Jorge Basadre
- 0053 San Vicente de Paul
- Rosario de Fatima
- 1199 MARISCAL RAMON CASTILLA

### Institutos
- Instituto Superior Tecnológico Misioneros Montfortianos
- Instituto Virgen de Fátima de Morón

## Deportes

### Fútbol
| Instituciones deportivas | Instituciones deportivas | Instituciones deportivas | Instituciones deportivas        | Instituciones deportivas |
| N.º                      | Club                     | Fundación                | Estadio                         | Liga                     |
| ------------------------ | ------------------------ | ------------------------ | ------------------------------- | ------------------------ |
| 1                        | Defensor Rímac           |                          | Estadio Municipal Tahuantinsuyo | Provincial               |
| 2                        | Alianza Chaclacayo       |                          | Estadio Municipal Tahuantinsuyo | Provincial               |
| 3                        | Papelera Atlas           |                          | Estadio Municipal Tahuantinsuyo | Provincial               |

|4
|WALTER LA VALLEJA
|Estadio Alfonso Cobián
|provincial
|-

## Biodiversidad
Los estudios de polinización y los granos hallados en sus restos arqueológicos revelan el cultivo del frijol, maíz, pepinos, pacaes, lúcumas. Abunda el carrizo y la grama en la margen ribereña, y árboles, como el molle, el huarango y la retama son característicos.
Aparte de los pequeños reptiles, como lagartijas y ofidios típicos de las quebradas pedregosas, Chaclacayo dispone de tórtolas, cuculíes, halcones, cernícalos, colibríes y gallinazos, sin dejar de mencionar a los guardacaballos y las gallaretas entre las aves, y entre los mamíferos se pueden encontrar; vizcachas, zorros y ardillas. Antiguamente podían encontrarse camarones, truchas, pejerrey en el río Rímac, pero ellos han desaparecido probablemente por la acción de los relaves minerales.

## Hermanamientos
- Snoquealmie, Estados Unidos.[4]

## Galería

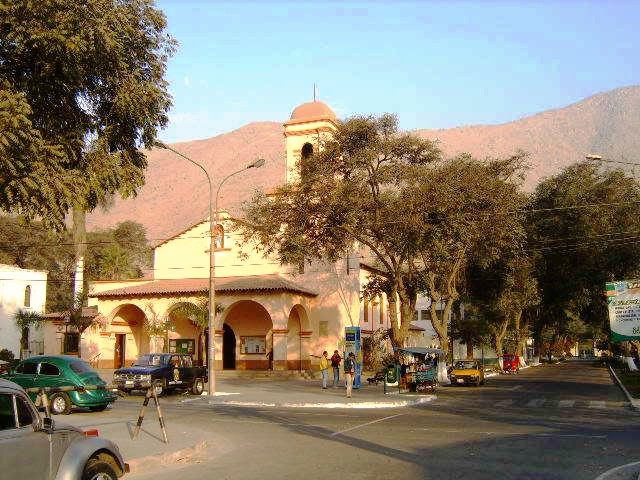
Iglesia de Nuestra Señora del Rosario de Chaclacayo
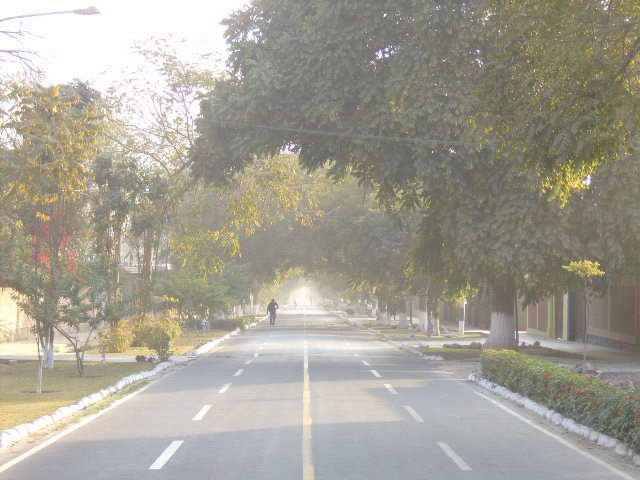
Calle del Centro Tradicional de Chaclacayo
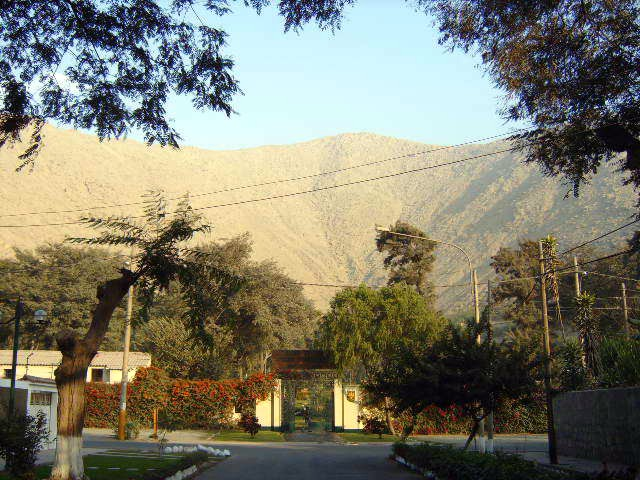
Club Terrazas de Chaclacayo
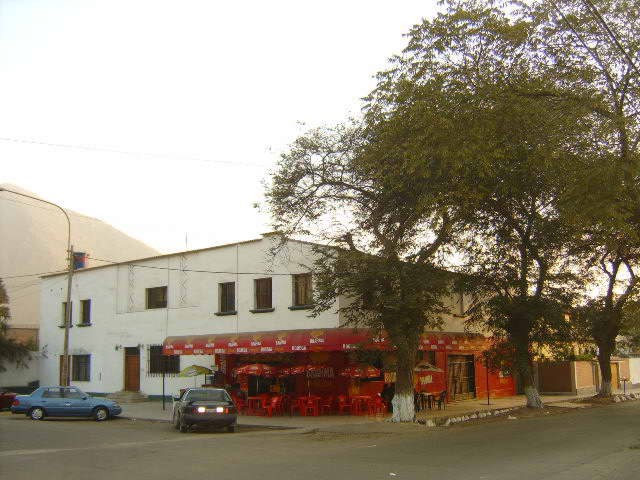
Ex-Cine de Chaclacayo
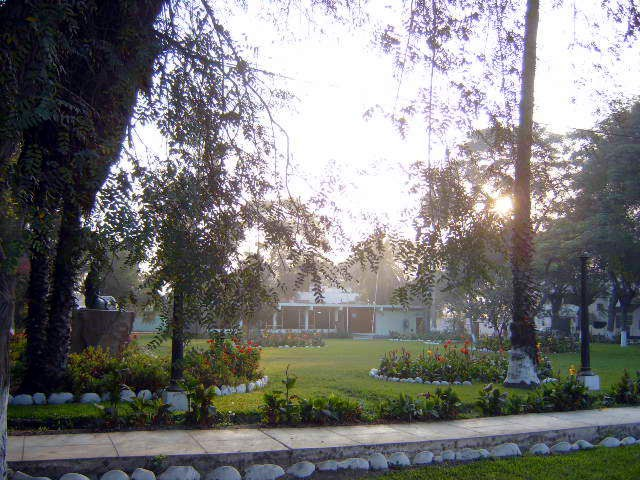
Biblioteca de Chaclacayo